# Павлов, Владимир Викторович (футболист)
Владимир Викторович Павлов (укр. Володимир Вікторович Павлов ; 20 марта 1973, Черновцы, Украинская ССР, СССР) — украинский футболист, защитник. Известный по выступлениям за черновицкую «Буковину». Провёл более 250 официальных матчей в составе украинских команд.

## Биография
Владимир Павлов — воспитанник черновицкой ДЮСШ «Буковина». Играл на позиции защитника в командах «Буковина» (Черновцы), «Прогресул» (Бричаны), «Галичина» (Дрогобыч), «Восход» (Славутич), «Закарпатье» (Ужгород).
Защищал цвета «буковинцев» в том числе и в сезонах 1992/93 и 1993/94, когда этот клуб выступал в высшей лиге. Дебютировал в высшей лиге Украины 14 марта 1993 года в матче против харьковского «Металлиста».
В связи с неудачным сезоном 2000/01, в котором «Буковина» заняла последнее место в первой лиге, Павлов, как и ряд других игроков, покинул родной клуб и завершил профессиональную карьеру игрока. Всего за черновицкую команду сыграл 254 матча.

## Достижения
- Победитель Второй лиги Украины (1): 1999/00

## Статистика
| Соревнования         | Матчи | Количество забитых мячей |
| -------------------- | ----- | ------------------------ |
| Высшая лига Украины  | 43    | 0                        |
| Высшая лига Молдавии | 11    | 2                        |
| Кубок Украины        | 12    | 0                        |
| Первая лига Украины  | 185   | 4                        |
| Вторая лига Украины  | 42    | 2                        |
| Кубок Второй лиги    | 6     | 1                        |
| Всего за карьеру     | 299   | 9                        |